# 4450 Пан
4450 Пан (дав.-гр. Πάν) — навколоземний астероїд, класифікований як потенційно небезпечний, об’єкт групи Аполлонів, діаметром приблизно 1,1 кілометра. Він був відкритий 25 вересня 1987 року американськими астрономами Юджином і Керолін Шумейкерами в Паломарській обсерваторії в Каліфорнії, США. Він був названий на честь Пана з грецької міфології.

## Найменування
Ця мала планета була названа на честь Пана, грецького бога природи, пастухів отар і диких тварин. У мистецтві він представлявся як рогата напівлюдина-напівкозел. Громадяни Афін поклонялися Пану після того, як він вселив паніку в серця їхніх ворогів-персів у Марафонській битві. З цього міфу походить сучасне слово «паніка». Ім'я Пан також було дано Сатурну XVIII, одному із супутників Сатурна.  Офіційна цитата про найменування була опублікована Центром малих планет 30 січня 1991 року.

## Орбіта та класифікація
Пан обертається навколо Сонця у внутрішньому головному поясі на відстані 0,6–2,3 астрономічних одиниць раз на 1 рік і 9 місяців (633 дні). Його орбіта має ексцентриситет 0,59 і нахил відносно екліптики 6 °.
Як астероїд Аполлон, він перетинає Землю і має мінімальну відстань перетину орбіти із Землею 0,0287 астрономічних одиниць (4 290 000 км), що відповідає 11,2 відстані до Місяця. Завдяки своїй надзвичайно ексцентричній орбіті, він також перетинає Венеру та Марс і наближається до Меркурія на 20 Гм.
Вперше його спостерігали як 1937 CA в Гейдельберзькій обсерваторії в 1937 році. Дуга спостереження за тілом починається в Паломарі з його офіційного відкриття.

## Фізичні характеристики
Пан є кам'янистим астероїдом типу S.

### Подвійний астероїд
Пан — це подвійний астероїд, який складається з двох часток, які у взаємному контакті та утримуються разом лише слабким гравітаційним тяжінням і зазвичай має форму гантелі. Вважається, що велика кількість навколоземних об’єктів є подвійними.

### Діаметр і альбедо
Collaborative Asteroid Lightcurve Link передбачає стандартне альбедо для кам’янистих астероїдів 0,20 і обчислює діаметр 1,1 кілометра, тоді як фотометричні спостереження італійця Альбіно Карбоньяні в обсерваторії Сен-Бартельмі (B04) показали діаметр1,0 ± 0,2 кілометра.

### Період ротації
У вересні 2013 року, американський астроном Браян Уорнер на своїй станції Palmer Divide (716) у Колорадо, отримав за фотометричними спостереженнями обертальну криву світла Пана . Це дало тривалий період обертання 56,48 ± 0,02 години з варіацією яскравості 0,64 зоряної величини (U=3).
Результати замінюють два попередні спостереження Петра Правека в Сільвано Касуллі, які дали період 60 ± 12 а3,51 ± 0,02 години відповідно (U=2/1).